# Liste der Monuments historiques in Ferrières (Charente-Maritime)
Die Liste der Monuments historiques in Ferrières (Charente-Maritime) führt die Monuments historiques in der französischen Gemeinde Ferrières auf.

## Liste der Objekte
| Bezeichnung      | Beschreibung            | Standort                          | Kennzeichnung | Schutzstatus | Datum | Bild |
| ---------------- | ----------------------- | --------------------------------- | ------------- | ------------ | ----- | ---- |
| Prozessionskreuz | Kupfer, um 1800         | in der Kirche Ste-Marie-Madeleine | PM17001769    | Inscrit      | 1994  |      |
| Grabplatte       | Marmor, 18. Jahrhundert | auf dem Friedhof                  | PM17000674    | Classé       | 1980  |      |
| Grabplatte       | Marmor, 18. Jahrhundert | auf dem Friedhof                  | PM17000675    | Classé       | 1980  |      |